# M. M. Kaye
Mary Margaret ('Mollie') Kaye (21 de agosto de 1908 – 29 de enero de 2004) fue una escritora británica. Su libro más famoso es Pabellones lejanos (The Far Pavilions) (1978).

## Biografía
M. M. Kaye nació en Simla, la India, la hija mayor y una de los tres hijos de Sir Cecil Kaye y su esposa Margaret Sarah Bryson. Cecil Kaye fue un oficial de inteligencia en el Ejército de la India; y el abuelo de M. M. Kaye, su hermano y su esposo, todos ellos sirvieron al Raj británico: el primo de su abuelo, Sir John Kaye, escribió los relatos convencionales sobre la Rebelión en la India de 1857 y la primera guerra anglo-afgana. A los diez años de edad, Mollie Kaye - como era conocida M. M. Kaye - fue enviada a Inglaterra a un internado, estudiando posteriormente ilustración de libros infantiles, y se ganó dinero diseñando postales de Navidad. En 1926 regresó brevemente a vivir con su familia en la India pero después de la muerte de su padre, Kaye, disgustada con la presión de su madre de que se buscara un joven oficial con el que casarse, regresó a Inglaterra viviendo en Londres con una pequeña pensión por la carrera de su padre en el ejército, aumentada primero con ganancias de ilustrar libros infantiles, y luego desde 1937 por la publicación de libros infantiles escritos por ella misma. La primera novela adulta de Kaye, Six Bars at Seven, se publicó en 1940, era un thriller que Kaye se sintió impulsada a escribir por haber leído con regularidad libros de ese tipo de la biblioteca Fourpenny: (cita) "La mayor parte de lo que leía era basura total, y solía pensar que yo no podía escribir peor. Así que me senté y escribí una." 
Las 64 libras que recibió por Six Bars at Seven permitieron a Kaye regresar a Simla donde residió con su hermana casada Dorothy Elizabeth Pardey. En junio de 1941 Kaye conoció a quien sería su futuro marido, el oficial del Ejército Indio Británico Godfrey John Hamilton, cuatro años más joven que ella, quien se dice que se propuso a Kaye a los cinco días de conocerla. Kaye estaba embarazada con el segundo hijo de la pareja cuando pudieron casarse, en el día del armisticio de 1945, el primer matrimonio de Hamilton había sido ya disuelto para entonces, y después del nacimiento de su segundo hijo en 1946 Kaye volvió a escribir. La primera esposa de Hamilton, Mary Penelope Colthurst, residía en Irlanda con la hija de la pareja. Kaye más tarde diría de su aventura on Hamilton: "Simplemente no podíamos esperar. De haber sido tiempos de paz, no lo habría hecho por la forma en que me educaron. Pero estas eran las presiones de la guerra."  Posteriormente a la disolución del Ejército británico de la India en 1947 cuando este país alcanzó su independencia, Hamilton fue transferido al ejército británico donde su carrera exigiese, y su familia y él se trasladaron veintisiete veces a lo largo de los siguientes diecinueve años. Kaye usó varias de estas localizaciones en una serie de novelas de suspense con las que empezó a usar el seudónimo de M. M. Kaye, pues sus anteriores trabajos aparecían a nombre de Mollie Kaye. El agente literario de Kaye era Paul Scott quien había sido oficial del ejército en la India y quien ganaría fama como autor del Cuarteto del Raj. Fue gracias a los ánimos de Scott que Kaye escribió su primera historia épica ambientada en la India La sombra de la Luna (Shadow of the Moon) publicada en 1957. El telón de fondo de La sombra de la Luna es el motín de los cipayos con el que Kaye estaba familiarizada a través de las historias que oyó de niña a los servidores nativos de la familia, un interés temprano que se vio reforzado a mediados de los cincuenta cuando Kaye al visitar a unos amigos en la India encontró algunas transcripciones de los juicios relativos al motín de los cipayos en una cabaña propiedad de sus amigos. Kaye más tarde afirmaría su desagrado por el hecho de que la versión original que publicó de La sombra de la Luna fue editada sin saberlo ella, eliminando en gran medida las secciones centradas en la acción más que en el romance.
La segunda novela histórica de Kaye, Zanzíbar (Trade Wind) fue publicada en 1963, año en el que Kaye, inspirada por una visita a la India, planeó empezar una novela épica con la segunda guerra anglo-afgana de telón de fondo: sin embargo, la diagnosticaron cáncer de pulmón, una prognosis más tarde cambiada a linfosarcoma, y mientras recibía quimioterapia fue incapaz de escribir hasta que recuperó la salud. Con ello se retrasó el comienzo de la obra maestra de Kaye, Pabellones lejanos (The Far Pavilions), hasta 1967, año en el que Kaye y el recién retirado Hamilton se convirtieron en residentes de la aldea de Sussex de Boreham Street. Publicada en 1978, Pabellones lejanos se convirtió en superventas mundial lo que motivó que se volviera a publicar, con éxito, La sombra de la Luna (incluidas las secciones que anteriormente se eliminaron) y Zanzíbar, y también las novelas de suspense de Kaye. También escribió e ilustró The Ordinary Princess, un libro infantil (considerado "refrescatemente antisentimental" en un artículo en Horn Book Magazine) que en origen ella escribió como un cuento, y escribió media docena de novelas de detectives, incluyendo Muerte en Cachemira (Death in Kashmir) y Muerte en Zanzíbar (Death in Zanzibar). Su autobiografía se publicó en tres volúmenes, titulados Share of Summer: The Sun in the Morning, Golden Afternoon, y Enchanted Evening.  En marzo de 2003, M. M. Kaye recibió el Premio Internacional Coronel James Tod por la Fundación Maharana Mewar de Udaipur, Rayastán, por su "contribución de valor permanente reflejando el espíritu y los valores de Mewar".
Viuda desde 1985, Kaye vivió con su hermana en un ala de la casa de su hija mayor en  Hampshire desde 1987: Kaye se trasladó a Suffolk en 2001 y residía en Lavenham cuando murió, el 29 de enero de 2004, a los 95 años de edad. En el ocaso del 4 de marzo de 2006, las cenizas de Kaye fueron dispersadas sobre las aguas desde un bote en mitad del lago Pichola, una obligación cumplida por Michael Ward, productor de la versión musical del West End de Pabellones lejanos, y su esposa Elaine.

## Obras

### Historias infantiles
- Potter Pinner Meadow 1937 - escrita como Mollie Kaye, ilustrada por Margaret Tempest
- Black Bramble Wood 1938 - escrita como Mollie Kaye, ilustrada por Margaret Tempest
- Willow Witches Brook 1944 - escrita como Mollie Kaye, ilustrada por Margaret Tempest
- Gold Gorse Common 1945 - escrita como Mollie Kaye, ilustrada por Margaret Tempest
- The Ordinary Princess 1980 - escrita e ilustrada por M M Kaye
- Thistledown 1981 - escrita e ilustrada por M M Kaye

### Novelas históricas
- La sombra de la Luna (Shadow of the Moon, 1957, edición revisada en 1979) En España: Plaza & Janés, 1981, 1996.
- Zanzíbar (Trade Wind, 1963, 1981) En España: 1983, Plaza & Janés; 1984, Mundo Actual de Ediciones, S. A.; 2002, Editorial Diagonal.
- Pabellones lejanos (The Far Pavilions, 1978) En España, varias ediciones.

### Autobiografía: Share of Summer
- Parte 1: The Sun In The Morning 1990
- Parte 2: Golden Afternoon 1997
- Parte 3: Enchanted Evening 1999

### Historias de niños ilustradas (pero no escritas) por M M Kaye
- Phyllis I. Norris: The Cranstons at Sandly Bay [1949] - ilustrada por Mollie Kaye
- C. B. Poultney: The Two Pins [1949] - ilustrada por Mollie Kaye
- Mrs. A. C. Osborn: Adventures in a Caravan [1950] - ilustrada por Mollie Kaye
- Lydia S. Eliott: Children of Galilee [1950] - ilustrada por Mollie Kaye
- E. W. Grierson: The Story of Saint Francis of Assisi [1950] - ilustrada por Mollie Kaye

### Obras radiofónicas
- England Awakes - una obra en un acto, retransmitida por All India Radio h. 1940
- Una serie de obras cortas basadas en las noticias de la guerra, retransmitidas por All India Radio h. 1940

### Series de televisión
- Pabellones lejanos (The Far Pavilions, 1984) También exhibida en cines como Blade of Steel)

- Transmitida en el Reino Unido por el Canal 4 el 3 de enero de 1984, 8 de octubre de 1985 y 7 de febrero de 1988

| Elenco: Ben Cross - Ashton 'Ash' Pelham-Martyn Amy Irving - Princesa Anjuli Christopher Lee - Kaka-ji Rao Benedict Taylor - Wally Rossano Brazzi - Rana de Bhithor Saeed Jaffrey - Biju Ram Robert Hardy - Comandante Sneh Gupta - Shushila | Omar Sharif - Koda Dad John Gielgud - Mayor Sir Louis Cavagnari Jennifer Kendal - Sra. Viccary Felicity Dean - Belinda Harlowe Peter Arne - General Adam Bareham - Jenkins Caterina Boratto - Sra. Chiverton |

- The Ordinary Princess 1984

- Transmitida en el Reino Unido por la BBC como parte de su serie semanal Jackanory para niños

### Novelas de suspense: Serie The Death in...
- Death in Kashmir (publicada en origen como Death Walked in Kashmir - 1953) 1984. En España, Muerte en Cachemira (Plaza & Janés, 1994)
- Death in Berlin (publicada en origen como Death Walked in Berlin - 1955) 1985
- Death in Cyprus (publicada en origen como Death Walked in Cyprus - 1956) 1984. En España, Muerte en Chipre (Plaza & Janés, 1993).
- Death in Kenya (publicada en origen como Later Than You Think - 1958, y It's Later Than You Think - 1960) 1983. En España, Muerte en Kenia (Plaza & Janés, 1991, 1994).
- Death in Zanzibar (publicada en origen como The House of Shade - 1959) 1983. En España, Muerte en Zanzíbar (Plaza & Janés, 1989, 1993).
- Death in the Andamans (publicada en origen como Night on the Island - 1960) 1985
- House of Shade (edición ómnibus de Death in Zanzibar/ Death in the Andamans/ Death in Kashmir) 1993.

### Otras novelas
- Six Bars at Seven 1940 - con el nombre de Mollie Kaye **Primera novela de M M Kaye**
- Strange Island 1944 - con el nombre de Mollie Kaye (versión original de Night on the Island)
- Wound of Spring 1961, no publicada
- Far Pavilions Picture Book 1979

### Libros editados o presentados por M M Kaye
- Golden Calm de Emily, Lady Clive Bayley y Sir Thomas Metcalfe 1980
- Costumes and Characters of the British Raj 1982 por Evelyn Battye
- Making of The Jewel in the Crown 1983 Varias contribuciones, incluyendo a M M Kaye
- Original Letters from India: 1779-1815 de Eliza Fay 1986
- Moon of Other Days - Selected Verses de Rudyard Kipling 1988 [ Pinturas de George Sharp ] (bocetos y acuarelas de M M Kaye)
- Picking Up Gold & Silver - Selected Short Stories de Rudyard Kipling 1989
- Complete Verse de Rudyard Kipling 1990
- Simla - The Summer Capital of British India de Raja Bhasin 1992

### Musicales
- The Far Pavilions (se estrenó en el Teatro Shaftesbury, Londres, el 24 de marzo de 2005)

Elenco:
Kabir Bedi - Koda Dad Khan Sahib
David Burt - Teniente Harkness
Hadley Fraser - Ashton Pelham-Martyn
Kulvinder Ghir - Maharana de Bhithor
Simon Gleeson - Teniente Walter Hamilton
Sophiya Haque - Janoo Rani
Gayatri Iyer - Princesa Anjuli
Fiona Wade - Princesa Anjuli
Dianne Pilkington - Belinda
David Savile - Sir Louis Cavagnari